# 小叶半枫荷
小叶半枫荷（学名：Semiliquidambar cathayensis var. parvifolia）为金缕梅科半枫荷属下的一个变种。

## 扩展阅读
- 維基物種上的相關：小叶半枫荷